# Club Náutico La Rápita
El Club Náutico La Rápita (Club Nàutic Sa Ràpita en idioma catalán) es un club náutico ubicado en la localidad española de La Rápita, municipio de Campos, Islas Baleares.

## Historia
Se creó en 1970, y el alcalde de Campos, Nicolás Pizá Lladó, presidió el acto de inicio de las obras de su sede el 18 de septiembre de 1973. El 9 de enero de 1976 el Consejo de Ministros aprobó la concesión administrativa al club de los terrenos para construir su puerto deportivo.

## Deportistas
Entre sus deportistas, destacan Marina Gallego, Nacho Baltasar y Neus Ballester.